# Clofedanol
Clofedanol (INN) hoặc chlophedianol (BAN) là một thuốc giảm ho có tác dụng tập trung được sử dụng trong điều trị ho khan. Clofedanol có đặc tính gây tê và kháng histamine tại chỗ, và có thể có tác dụng kháng cholinergic ở liều cao. Nó được bán ở Canada dưới tên thương mại Ulone, nhưng hiện không có sẵn ở Hoa Kỳ. Vào tháng 8 năm 2009, Dược phẩm Centrix đã công bố ra mắt một loại xi-rô ho có chứa hỗn hợp clophedianol và pseudoephedrine, được bán trên thị trường dưới tên Clofera. Nó được phát hành vào ngày thị trường vào đầu quý IV năm 2009. Chlophedianol đã được phê duyệt cho tình trạng OTC vào năm 1987 bởi quy trình chuyên khảo OTC của FDA  và dữ liệu về tính an toàn và hiệu quả của nó bị hạn chế.

## Tổng hợp

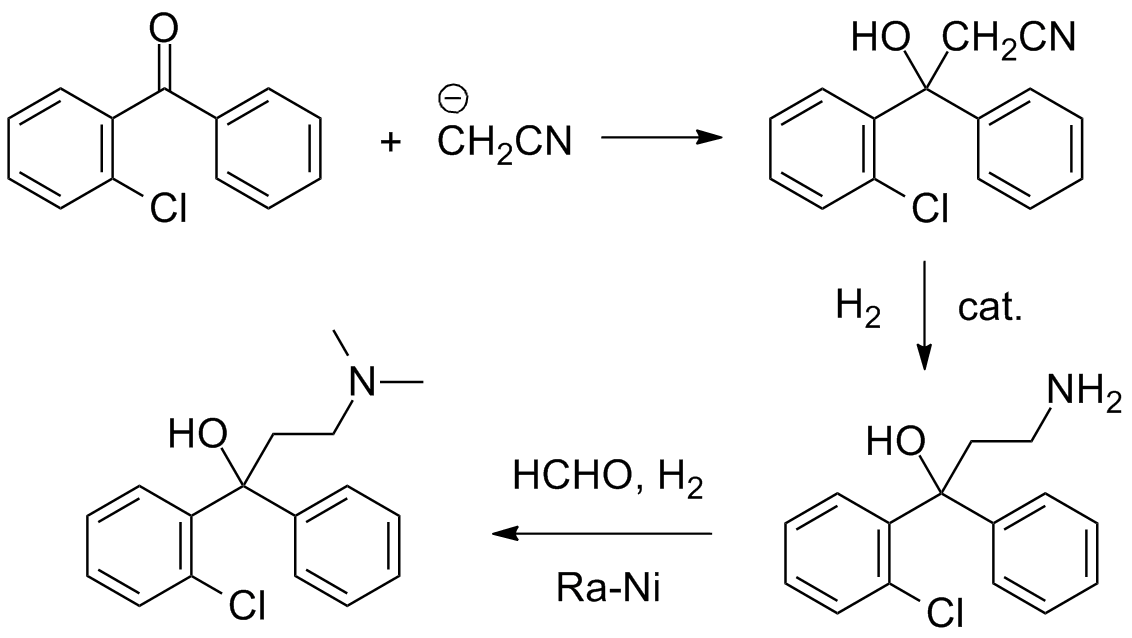
Tổng hợp Clofedanol: R. Lorenz và H. Henecka, (1962).